# Hymedesmia rugosa
Hymedesmia rugosa är en svampdjursart som beskrevs av William Lundbeck 1910. Hymedesmia rugosa ingår i släktet Hymedesmia och familjen Hymedesmiidae. Inga underarter finns listade i Catalogue of Life.